# Miñiques
Le Miñiques est un volcan du Chili qui se présente sous la forme d'un stratovolcan et de dômes de lave imbriqués dont le sommet est constitué de trois cratères.

## Géographie

### Topographie
Le volcan Miñiques se distingue par trois cratères superposés selon un axe est–ouest, partiellement remplis de dômes et de coulées de lave. Le sommet nord inférieur qui atteint 5 790 m et le sommet sud, plus haut, qui atteint 5 910 m. Le volcan Miñiques abrite deux lacs de cratère, l'un à 5 460 m d'altitude et l'autre à 5 500 m d'altitude respectivement sur les côtés sud-est et ouest du sommet nord. Un ensemble de moraines s'est développé sur le flanc sud, reflétant l'avancée maximale des glaciers qui descendent soit depuis le sommet, soit depuis un plateau situé à 4 900 m d'altitude. Cependant, la glaciation au Miñiques fut limitée, et le sol du volcan est modelé par un processus périglaciaire spécifique à la zone du lœss dans l'hémisphère sud américain. La Laguna Miñiques se trouve sur son flanc nord-ouest ; elle a été séparée de la Laguna Miscanti par une coulée de lave du Miñiques.

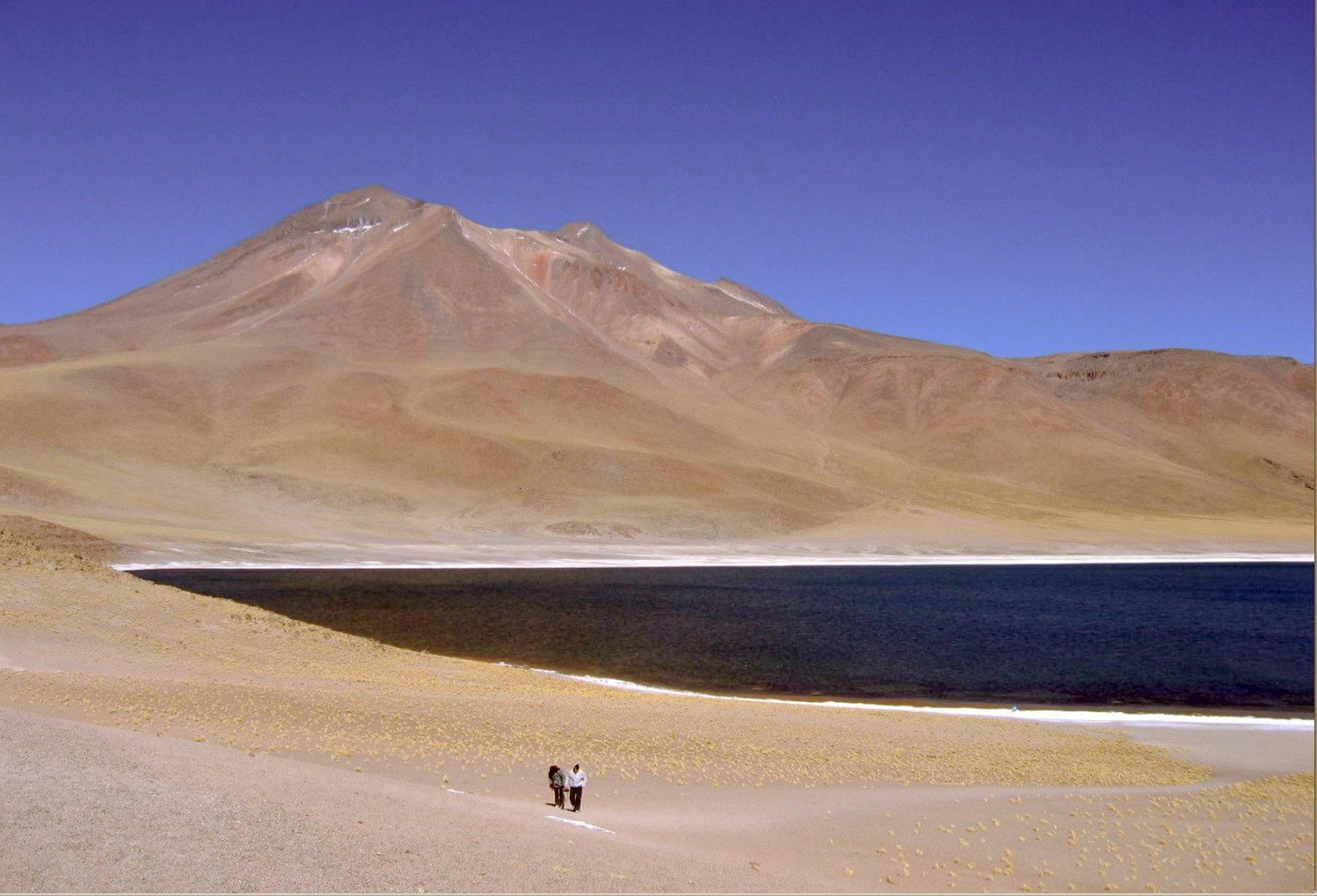
Vue de la Laguna Miñiques et du volcan Miñiques.
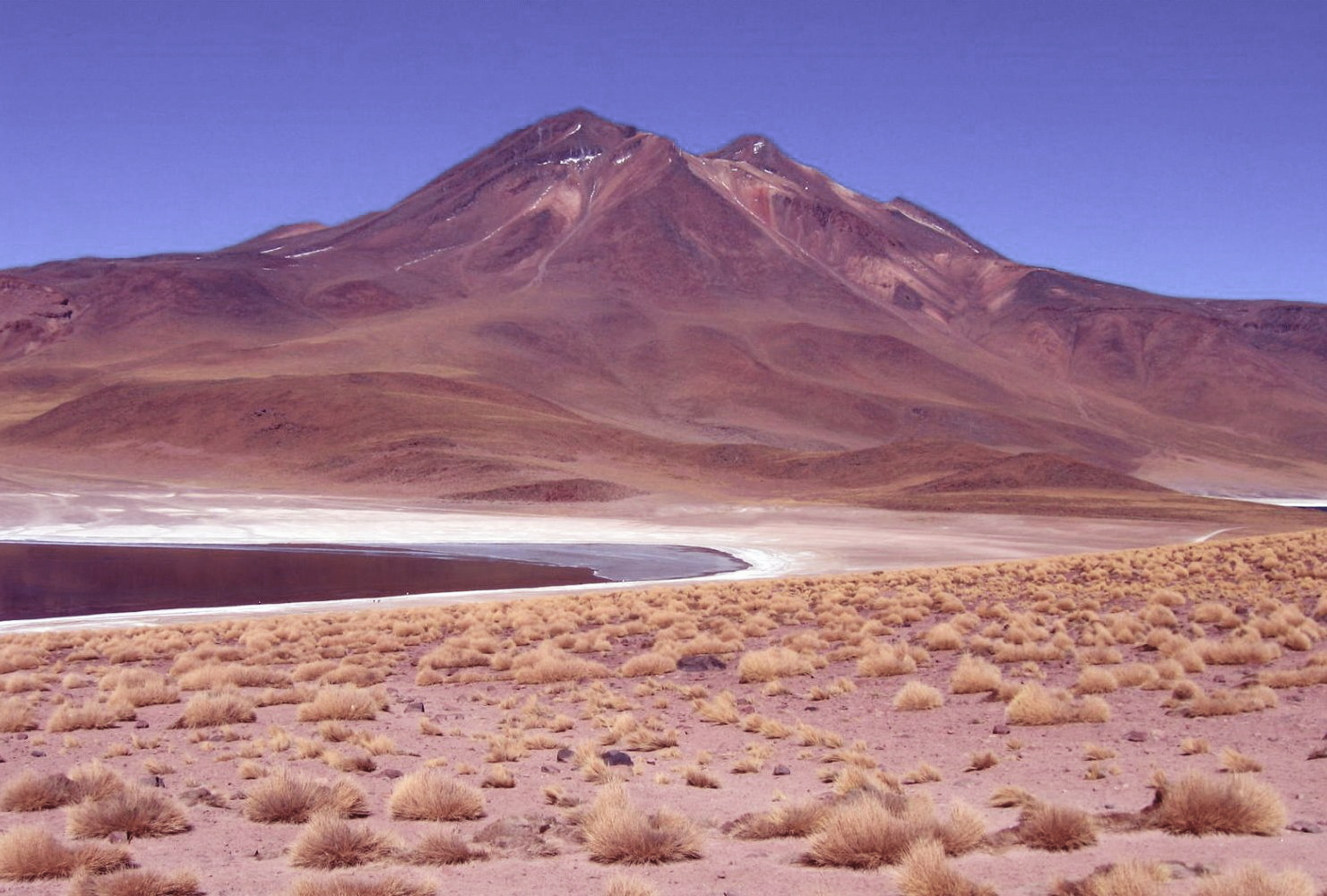
Vue de la Laguna Miscanti et du volcan Miñiques.

### Géologie
Le volcan Miñiques, voisin du cerro Miscanti, se dresse sur un plateau constitué d'ignimbrite, une roche formée de débris de lave acide issus d'une nuée ardente et soudés avant leur refroidissement, mélangés à une matrice vitreuse. Il se situe à une altitude de 4 100 m. Il est d'âge pléistocène et il est constitué de roches andésitiques et dacitiques ; le volcan est classé comme éteint, mais son activité s'est poursuivie à l'Holocène. Il existe un certain nombre de cratères, dont certains sont constitués par des dômes de lave et des coulées de lave.

## Histoire humaine

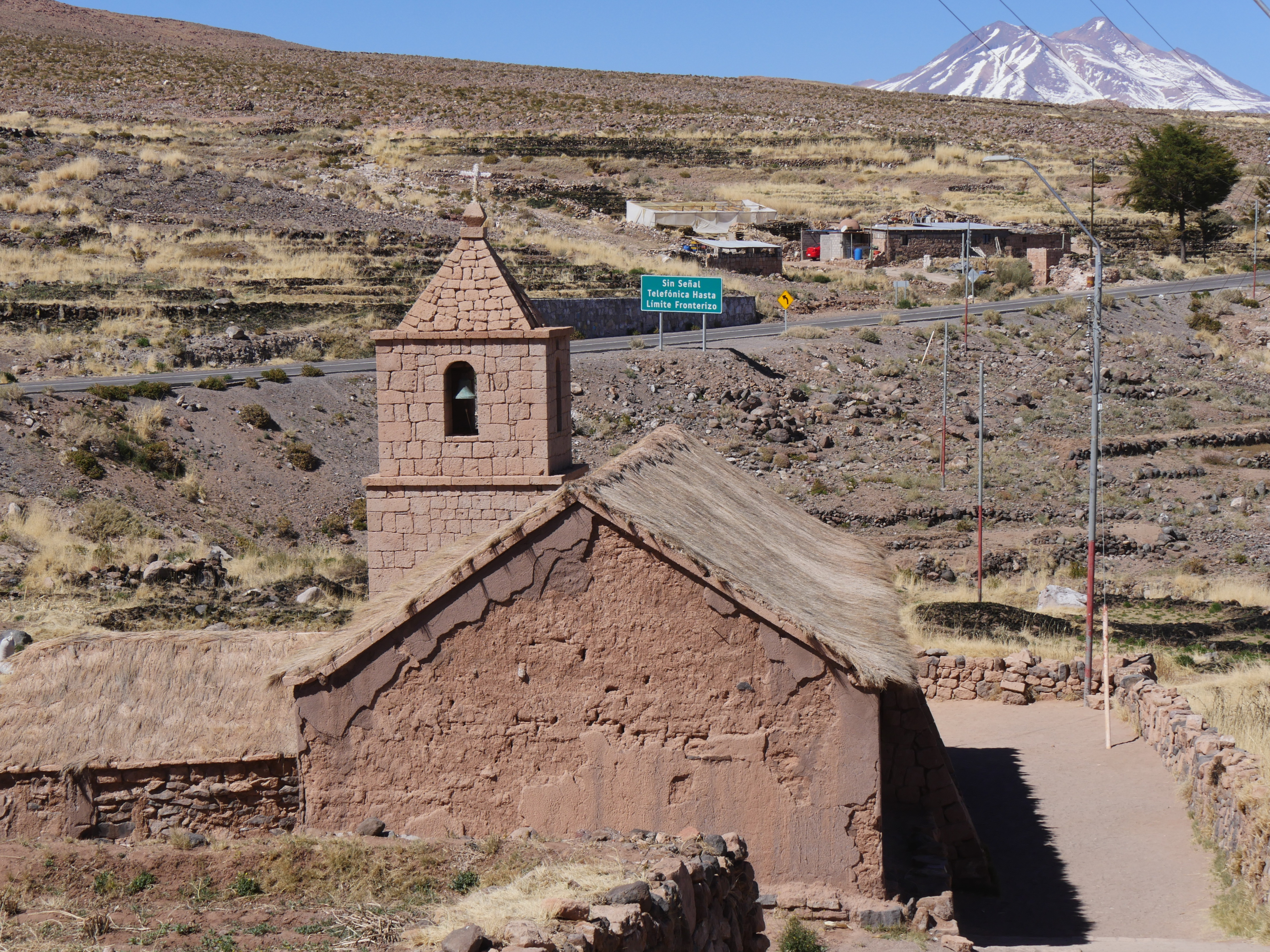
Église de Socaire.

Des structures en pierre et des sites archéologiques se trouvent sur le sommet et les flancs de la montagne Miñiques. L'église de Socaire a été bâtie face à la montagne.